# Les Débuts du modèle
Les Débuts du modèle est une toile peinte par Jean-Honoré Fragonard en 1769. Le tableau est conservé au Musée Jacquemart-André à Paris, en France.